# Capivari de Baixo
Capivari de Baixo is een gemeente in de Braziliaanse deelstaat Santa Catarina. De gemeente telt 21.059 inwoners (schatting 2009).

## Verkeer en vervoer
De plaats ligt aan de noord-zuidlopende weg BR-101 tussen Touros en São José do Norte.